# クレヨンしんちゃん 嵐を呼ぶ カスカベ映画スターズ!
『クレヨンしんちゃん 嵐を呼ぶ カスカベ映画スターズ!』（クレヨンしんちゃん あらしをよぶ カスカベえいがスターズ!）は、2014年4月10日にバンダイナムコゲームスから発売されたニンテンドー3DS用ソフト。『クレヨンしんちゃん』ニンテンドー3DS用ソフトの第2作目となる。

## 概要
クレヨンしんちゃんの劇場版21作品をもとにしたアクションゲームが収録されている。前作「クレヨンしんちゃん 宇宙DEアチョー!? 友情のおバカラテ!!」同様、キャラクターが滑らかな動きをしたり、会話するときにズームアップしたりする「アニメアクション」仕様になっている。また、本作ではすれちがい通信に対応している。多数の劇場版キャラクターが登場し、その声優のほとんどが劇場版と同じであることや、新たに台詞を収録してあるところも本作の特徴である。そのため、キャラクター同士の掛け合いも実現している。

## ストーリー
しんのすけの住む春日部で、映画の祭典「カスカベ映画祭」が開催されていた。そんなとき、しんのすけは変わった形のカチンコを見つける。しんのすけがそれを鳴らすと、どこからともなく撮影スタッフがやってきて、その場にいたカスカベ防衛隊の友達も巻き込んで映画撮影が始まった。わけも分からぬまま撮影が終わると、スタッフたちは消え、かわりに二人の女性がやってきた。彼女らはしんのすけがそのカチンコで映画撮影をすること（「撮エイガ」）ができると知ると、しんのすけに「撮エイガ」の「カントク」になるよう依頼した。

## 登場人物
キャラクターボイスは基本的に新たに収録されたものである。ただし、★をつけたキャラクターボイスはライブラリ出演、代役の声優には△をつけてある。

### キャラクター
- しんのすけ（声：矢島晶子）
- みさえ（声：ならはしみき）
- ひろし（声：藤原啓治）
- ひまわり（声：こおろぎさとみ）
- シロ（声：真柴摩利）
- 風間くん（声：真柴摩利）
- ネネちゃん（声：林玉緒）
- マサオくん（声：一龍斎貞友）
- ボーちゃん（声：佐藤智恵）
- 園長先生（声：納谷六朗）
- よしなが先生（声：寺田はるひ）
- まつざか先生（声：富沢美智恵）
- 上尾先生（声：三石琴乃）
- 隣のおばさん（声：鈴木れい子）
- 風間くんのママ（声：玉川紗己子）
- ネネちゃんのママ（声：萩森侚子）
- マサオくんのママ（声：大塚智子）

- 酢乙女あい（声：川澄綾子）
- 黒磯（声：立木文彦）
- 河村やすお（声：大塚智子）
- 大原ななこ（声：伊藤静）
- ふかづめ竜子（声：伊倉一恵）
- 魚の目お銀（声：星野千寿子）
- ふきでものマリー（声：むたあきこ）
- カスカベ書店の店長（声△：愛河里花子[2]）
- カスカベ書店の中村さん（声：稀代桜子）
- マスターヨダ（声：永井一郎）
- アクション仮面（声：玄田哲章）
- カンタム・ロボ（声：大滝進矢）
- ぶりぶりざえもん（声★：塩沢兼人）
- しんこちゃん（声：こおろぎさとみ）

### 本作オリジナルキャラクター
- カリピー（声：石丸博也）
- サイレン（声：井上喜久子）
- トーキー（声：東山奈央）
- カチンコ（声：立木文彦）
- ぶりぶりざえもんのマネージャー（声：井口祐一）
- 撮影スタッフ（声：松本健太）

### 劇場版キャラクター（声あり）
- ハイグレ魔王（声△：井上倫宏[3]）
- アナコンダ伯爵（声：富田耕生）
- ブリブリ魔人（声△：秋元羊介[4]）
- スンノケシ（声：川田妙子）
- 春日吹雪丸（声：浦和めぐみ）
- ス・ノーマン・パー（声：古川登志夫）
- トッペマ・マペット/メモリ・ミモリ姫（声：渕崎ゆり子）
- マカオ（声：大塚芳忠）
- ジョマ（声：田中秀幸）
- ローズ（声△：大友龍三郎[5]）
- ラベンダー（声△：大滝進矢[6]）
- レモン（声：大滝進矢）
- サタケ（声：立木文彦）
- ヘクソン（声△：辻親八[7]）
- お色気（声：三石琴乃）
- キンニク（声：玄田哲章）
- マウス（声：石田太郎）
- 温泉の精（声★：丹波哲郎）
- 後生掛（声：引田有美）
- 指宿（声：田村ゆかり）
- 陸上自衛隊戦車隊隊長（声：玄田哲章）
- パラダイスキング（声：大塚明夫）
- 又兵衛（声：屋良有作）
- 春日廉（声：小林愛）
- 太郎左衛門（声：立木文彦）

- チャコ（声：小林愛）
- トラックの男（声：真殿光昭）
- 白衣の男（声：石丸博也）
- ジャスティス・ラブ（声：小林清志）
- つばき（声：齋藤彩夏）
- ニセしんのすけマン（声：矢島晶子）
- ファ・イヤーン
- ジャッキー（声：渡辺明乃）
- 時雨院時常（声△：速水奨[8]）
- アセ・ダク・ダーク（声：銀河万丈）
- マタ・タミ（声：堀江由衣）
- プリリン・アンコック（声△：東山奈央[9]）
- ビクトリア（声△：植田佳奈[10]）
- SKBEボーイズ
- ニワトリ（声：藤原啓治）
- 金有タミコ（声：釘宮理恵）
- 未来のひろし（声：藤原啓治）
- 未来のひまわり（声：こおろぎさとみ）
- 愛（花嫁（希望）軍団）
- スノモノ・レモン（声：愛河里花子）
- サンデー・ゴロネスキー（声：飯塚昭三）
- ソースの健（声：辻親八）
- ロボとーちゃん（声：藤原啓治）

### その他のキャラクター（声なし）
- 桜ミミ子
- 北かすかべ博士
- ルル・ル・ルル
- ミスターハブ
- リング・スノーストーム
- ヒエール・ジョコマン
- 東松山よね[11]
- チーママ・マホ
- おおぶくろ博士
- アンジェラ青梅
- 草津
- ドクターアカマミレ
- テナガザル
- ケン
- 大蔵井高虎
- 堂ヶ島少佐
- 下田長九朗
- 天城
- スウィートボーイズのボス
- マイク
- ミライマン（シリマルダシ）
- アミーガスズキ
- アミーゴスズキ
- お駒夫人
- 丸越カツヒコ
- 蒲田みゆき
- ケツだけ星人
- マック・ラ・クラノスケ

- 四膳守
- ブンベツ
- マイハシ
- 金有増蔵
- 未来のみさえ
- 未来のしんのすけ
- ライム
- プラム
- イツハラさん
- ヘガデル博士
- ジャガー
- マッシュ
- ナーラオ
- ヨースル
- ゲッツ
- マズマズ・イケーメン
- まーきゅん
- モックン
- キンキン・ケロンパー
- ボインダ・ド・ヨーデス
- ウラナスビン
- しょうがの紅子
- コロッケどん
- キャビア
- トリュフ
- ピギー
- 横綱フォアグラ錦
- グルメッポーイ

## 挿入歌
- 「カスカベ映画祭のテーマ」
  - 作詞：ムトウユージ、河内厚典/作曲：山田一法/編曲：梅垣ルナ/歌：葛城七穂、さかもとめぐみ
- 「蒲田行進曲」[12]
  - 作曲：ルドルフ・フリムル